# 黒魔術
黒魔術（くろまじゅつ、英語: black magic）とは、

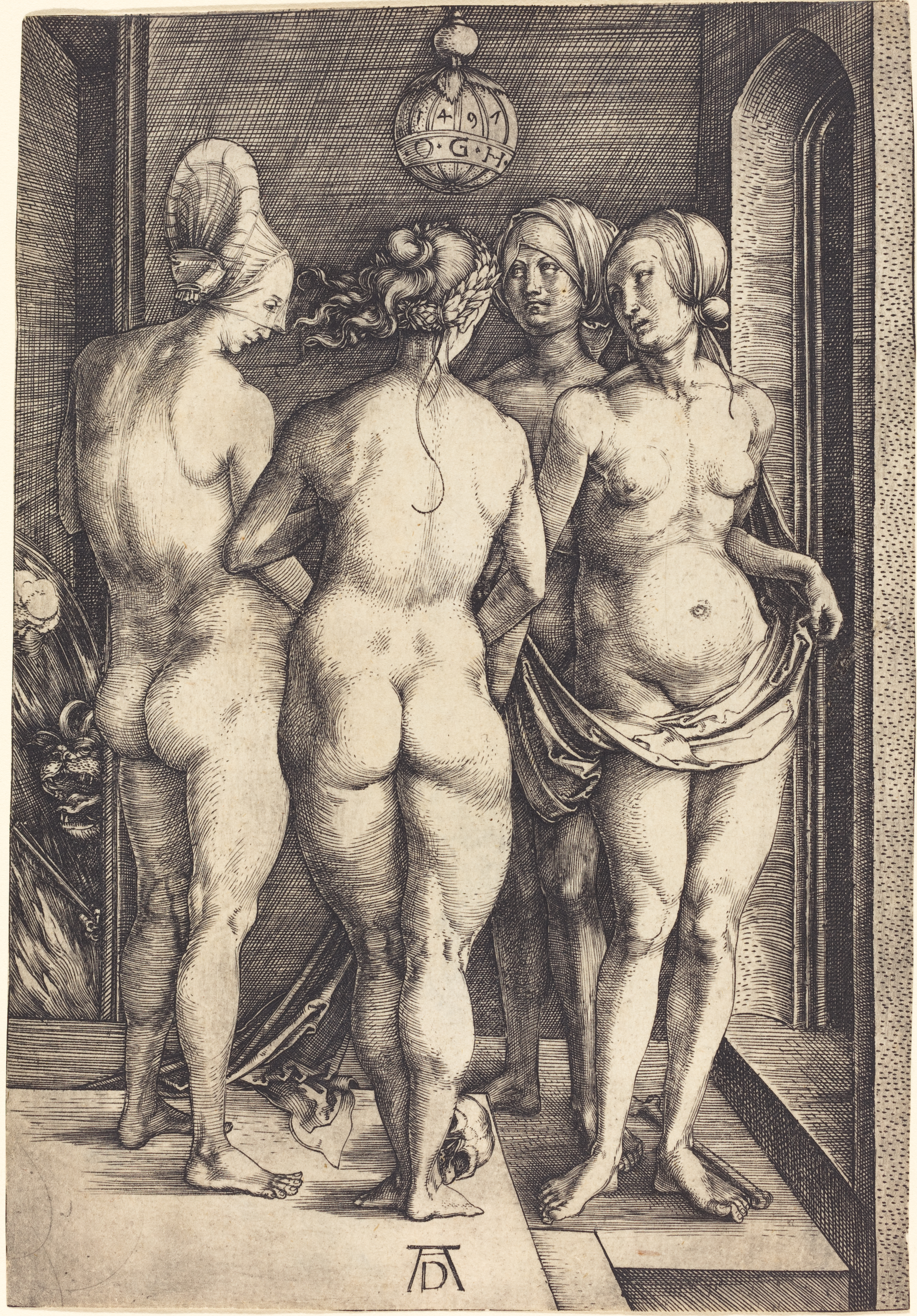
『四人の魔女』アルブレヒト・デューラーによるエングレービング

1. 文化人類学で定義される邪術とほぼ同義とされる。黒呪術ともいう。
2. 他人に危害を与えるための技。不道徳な魔術を呼ぶ際の蔑称。
3. 自己の欲求・欲望を満たすために行われる魔術のこと。
4. 自分にとって好ましくない魔術、魔法。

## 概説
通常、呪術で悪霊の力を借りるなどして相手を呪う術は全てこれにあたるとされる。また、自分の側に不都合な魔術は全て黒魔術とする分類もあり、「自分にとって認められないもの」という以外に厳密な用法はない。
対になる概念に白魔術がある。しかし魔術について「“白”や“黒”といった浅はかな分け方をすべきではない」という考え方もある。黒か白かを決めるのは魔術を行使する術者の意思であり、術の使い方次第で黒にも白にもなるのである。
また、白が善で黒が悪というのは黒人差別と同じ思想が流れているという指摘もあり、現在では黒魔術、白魔術という言葉は使われなくなってきている。

## 現代の黒魔術
インドやパプアニューギニアなどの占い師やまじない師は、2010年代においても結果を魔女による黒魔術に求める例が後を絶たず、毎年、魔女狩りによる犠牲者が少なからず生じている。